# Чятай-Бурзян
Чятай-Бурзян (баш. Сәтәй-Бөрйән) — деревня в Миякинском районе Республики Башкортостан Российской Федерации. Входит в состав Биккуловского сельсовета.

## География

### Географическое положение
Находится на правом берегу реки Дёмы.
Расстояние до:
- районного центра (Киргиз-Мияки): 31 км,
- центра сельсовета (Садовый): 2,5 км,
- ближайшей ж/д станции (Аксёново): 31 км.

## Население
| 2002 | 2009 | 2010 |
| ---- | ---- | ---- |
| 313  | ↗343 | ↘268 |

Национальный состав
Согласно переписи 2002 года, преобладающая национальность — башкиры (96 %).